# Cour du Québec
 (février 2025).
Si vous disposez d'ouvrages ou d'articles de référence ou si vous connaissez des sites web de qualité traitant du thème abordé ici, merci de compléter l'article en donnant les références utiles à sa vérifiabilité et en les liant à la section « Notes et références ».
La Cour du Québec est un tribunal québécois qui a compétence en première instance en matière civile, criminelle et pénale ainsi que dans les matières relatives à la jeunesse. Elle siège également en matière administrative et en appel, dans les cas prévus par la loi.

## Historique

### Prédécesseurs
La Cour du Québec tire ses origines de l'Acte de Québec de 1774 qui rétablit les lois françaises en matière civile et confirme les lois criminelles anglaises. À cette époque, l'appareil judiciaire compte la Cour des plaids ou plaidoyers communs, des cours de circuit, une cour d'appel et la Cour du banc du roi avec compétence en matière criminelle
Au fil des siècles, les tribunaux québécois ont connu de nombreux changements, tant sur le plan structurel que juridictionnel. Ainsi, la Cour de magistrat de district, créée en 1869, devient la Cour provinciale en 1962, alors que la Cour des sessions de la paix est formée en 1908. La première Cour des jeunes délinquants de Montréal est instituée en 1910; elle devient la Cour juvénile en 1932 puis la Cour du bien-être social en 1950, pour être finalement remplacée par le Tribunal de la jeunesse en 1977. En 1969, le Tribunal du travail est formé et se compose de juges de la Cour provinciale. En 1973, le Tribunal de l'expropriation voit le jour; certains de ses membres sont des juges de la Cour provinciale. Le Tribunal des professions est aussi créé en 1973.

### Création (1988)
La Cour du Québec naît en 1988 de l'unification de trois tribunaux:
- La Cour provinciale, dont la compétence était principalement en matière civile ;
- La Cour des sessions de la paix, chargée des affaires criminelles et pénales
- Le Tribunal de la jeunesse, chargé d'entendre les litiges impliquant des personnes mineures.

En 1988, la Cour se compose de deux divisions régionales : celle de Montréal et celle de Québec. Chacune comporte 4 chambres:
1. Une chambre civile ;
2. Une chambre criminelle et pénale ;
3. Une chambre de la jeunesse ;
4. Une chambre de l'expropriation.

La direction de la Cour est assumée par un juge en chef, lequel est assisté, dans chacune des divisions régionales, d'un juge en chef associé, lui-même secondé de juges en chef adjoints (trois à Québec et quatre à Montréal). Dix-neuf juges coordonnateurs résidant aux chefs-lieux des principaux districts judiciaires du Québec complètent cette équipe,.

### Simplification et réformes (années 1990 et 2000)
À la demande de la Cour, en 1995, le Parlement du Québec en simplifie l'organisation. Ainsi, les divisions régionales sont abolies et les fonctions du juge en chef associé et des juges en chef adjoints sont redéfinies. Pour coordonner les activités de la Cour sur le territoire, dix juges coordonnateurs sont désignés. Dans certaines régions, le juge coordonnateur est assisté d'un ou de plusieurs juges coordonnateurs adjoints.
En 1998, avec la création du Tribunal administratif du Québec, la Chambre de l'expropriation est abolie.
En 2002, le Tribunal du travail est remplacé par la Commission des relations du travail (CRT). La même année, le poste de juge en chef des cours municipales est intégré à la Cour du Québec et devient juge en chef adjoint de la Cour du Québec, responsable des cours municipales.
En 2005, à la suite de décisions des tribunaux supérieurs rendues à propos du statut de « juge de paix à compétence restreinte », la Loi sur les tribunaux judiciaires est modifiée pour permettre la nomination de juges de paix magistrats. Les 27 juges de paix magistrats nommés en 2005 s'ajoutent aux 6 déjà en fonction depuis le 30 juin 2004.

### Élargissements (depuis les années 2010)
En 2012, la Loi sur les tribunaux judiciaires est modifiée pour, notamment, augmenter de 270 à 290 le nombre de juges à la Cour du Québec, ajouter quatre postes de juges coordonnateurs adjoints et créer un poste de juge responsable des juges de paix magistrats. Au même moment, trois postes de juges de paix magistrats sont ajoutés à la Cour du Québec, portant leur nombre à 36,.
En 2013, le 25e anniversaire de la Cour du Québec a été souligné dans de nombreux périodiques et journaux dont le Journal du Barreau de juillet et septembre 2013 et Le Monde juridique. Une brochure commémorative a aussi été confectionnée par le Bureau du juge en chef pour l'occasion. Enfin, une motion proposée sans préavis a été adoptée unanimement à l'Assemblée nationale du Québec le 25 septembre 2013.
En 2015, trois postes de juges de paix magistrats ont été ouverts, pour porter le nombre à 39.
Enfin, la Loi sur les tribunaux judiciaires a été modifiée en 2016, en 2020, en 2022 et en 2023 pour ajouter un total de 43 postes de juge de la Cour du Québec. La Cour est donc aujourd'hui composée de 333 juges.
Instauré en 2016, le Tribunal administratif du travail (TAT) résulte de la fusion de la Commission des lésions professionnelles et de la CRT. Dorénavant, seule la compétence pénale de première instance quant aux contraventions au Code du travail appartient à la Chambre criminelle et pénale de la Cour du Québec et seuls les juges désignés par le juge en chef exercent cette compétence.
Les dispositions de la Loi visant notamment à réformer les cours municipales et à améliorer l'efficacité, l'accessibilité et la performance du système de justice, sanctionnée le 7 décembre 2023, prévoient la création du poste du juge municipal en chef et, conséquemment, l'abolition du poste de juge en chef adjoint de la Cour du Québec, responsable des cours municipales. Le 31 janvier 2024, le gouvernement a nommé la première juge municipale en chef, Mme Nathalie Duchesne.

## Compétence

### Chambre civile

#### Division régulière
Dans les limites fixées par la loi, les juges ont compétence pour décider des litiges civils en vertu du Code de procédure civile ou de toute autre loi. Ils peuvent entendre les demandes dont la valeur de l'objet du litige ou la somme réclamée est inférieure à 100 000 $. Toutefois, les demandes de pension alimentaire, celles relatives à un bail d'habitation relevant de la compétence de la Régie du logement ainsi que celles réservées à la Cour fédérale sont exclues de leur champ de compétence. Les juges ont le pouvoir de décider des demandes de recouvrement de taxes municipales ou scolaires et de celles en cassation ou annulation de rôles d'évaluation municipale ou scolaire.
Les demandes de permis restreints et de mainlevée de la saisie d'un véhicule automobile sont également de la compétence des juges, selon le Code de la sécurité routière.
Enfin, les juges entendent les demandes de garde en établissement en vue ou à la suite d'un examen psychiatrique.
La loi précise que la mission des juges, en plus de trancher les litiges, inclut celle d'assurer la saine gestion des instances et de tenter de concilier les parties lorsque les circonstances s'y prêtent. À titre d'exemple, les juges peuvent prendre des mesures de gestion propres à simplifier ou à accélérer la procédure ou à abréger la durée des procès. Ces mesures portent sur : les modifications aux actes de procédure, les expertises, les interrogatoires préalables au procès, etc.
De plus, dans leur mission de conciliation des parties, les juges ont le pouvoir de présider des conférences de règlement à l'amiable pour aider les parties à communiquer et à explorer des solutions susceptibles de conduire à une entente satisfaisante afin de régler le litige.

#### Division des petites créances
Les juges qui siègent à la Division des petites créances décident des demandes portant sur des créances n'excédant pas 15 000 $. Les juges sont également appelés à décider des appels sommaires en matière fiscale.
Les justiciables ont la possibilité de consulter un avocat, notamment afin de préparer la présentation de leur dossier. Ils doivent cependant agir eux-mêmes à l'audience, c'est-à-dire qu'ils ne peuvent être assistés ni représentés par avocat, sauf sur permission spéciale du juge et à titre exceptionnel. Tel pourrait être le cas lorsque le litige soulève des questions de droit complexes.
Les litiges sont tranchés suivant les mêmes règles de droit que celles appliquées par tout tribunal exerçant une compétence en matière civile. Toutefois, la procédure écrite y est simplifiée. Au procès, les juges expliquent aux parties les règles de preuve et de procédure. Ils dirigent les débats, interrogent les témoins, entendent les parties et décident des questions en litige. Ils apportent à chaque partie une aide équitable et impartiale, de façon à faire apparaître le droit et à en assurer la sanction. Lorsque les circonstances s'y prêtent, les juges tentent de concilier les parties. Le jugement prononcé est sans appel.
La Cour du Québec a mis en ligne une vidéo à propos du rôle du juge à la Division des petites créances : www.tribunaux.qc.ca/c-quebec/PetitesCreances/fs_PetitesCreances.html

#### Division administrative et d'appel
La Division administrative et d'appel (DAA) a été mise sur pied au printemps 2007. Elle est constituée d'une trentaine de juges spécialisés et répartis sur l'ensemble du territoire québécois qui sont désignés par le juge en chef de la Cour du Québec afin de gérer, d'entendre et de juger l'ensemble des recours que le législateur québécois a confiés à la Cour du Québec en matière d'appel et de contestation de décisions administratives.
Sont notamment entendus par les juges de la DAA, les appels et les recours en contestation suivants :
1. les appels en matière d'accès à l'information (appels des décisions de la Commission d'accès à l'information);
2. les appels en matière de fiscalité municipale et d'expropriation (appels, sur permission, des décisions du Tribunal administratif du Québec, section des affaires immobilières);
3. les appels en matière de protection du territoire agricole (appels, sur permission, des décisions du Tribunal administratif du Québec, section du territoire et de l'environnement);
4. les appels en matière de logement locatif (appels, sur permission, des décisions du Tribunal administratif du logement);
5. les appels de décisions du Tribunal administratif des marchés financiers;
6. les appels en matière de déontologie policière (appels, sur permission, des décisions du Tribunal administratif de déontologie policière);
7. les appels en matière disciplinaire des intermédiaires de marché (appels des décisions des comités de discipline de la Chambre de la sécurité financière, de la Chambre de l'assurance de dommages et de l'Organisme d'autoréglementation du courtage immobilier du Québec);
8. les appels (introduits avant le 1er janvier 2021) et les contestations en matière de fiscalité provinciale (appels et contestations des décisions de l'Agence du Revenu du Québec);
9. les contestations en matière minière et de gaz naturel (contestations de certaines décisions du ministre des Ressources naturelles et des Forêts);
10. les contestations en matière de permis d'exercice relatif au courtage immobilier (contestations des décisions de l'Organisme d'autoréglementation du courtage immobilier du Québec);
11. les contestations en matière de destitution ou de réduction de traitement d'un policier-cadre (contestations des décisions d'un conseil municipal);
12. les contestations en matière de fixation de la juste valeur marchande d'un bien patrimonial (contestations des décisions du Conseil du patrimoine culturel du Québec);
13. les contestations en matière de mesures disciplinaires concernant un lobbyiste (contestations des décisions du commissaire au lobbyisme).

### Chambre criminelle et pénale
La Cour du Québec a compétence à l'égard de toute infraction à une loi fédérale ou provinciale, qu'elle soit de nature pénale, criminelle ou réglementaire. La seule exception à ce principe est lors d'un procès tenu devant une cour composée d'un jury et d'un juge d'une cour supérieure.
Les juges de la Cour du Québec président chacune des étapes du processus judiciaire, de la première comparution jusqu'à l'imposition de la peine, le cas échéant. Ils ont aussi compétence pour traiter d'innombrables demandes d'autorisation judiciaire nécessaire dans le cadre d'une enquête (ex. : un mandat de perquisition). Les juges partagent cette partie de leurs compétences avec les juges de paix magistrats. Pour que les juges de paix magistrats puissent assumer cette responsabilité de l'analyse des demandes d'autorisation judiciaire, leur travail est organisé de façon que leurs services soient accessibles en tout temps, chaque jour de l'année.
Les juges de paix magistrats président les procès à la suite de poursuites engagées en vertu d'une centaine de lois relatives au bien-être public, dans des domaines aussi variés que la santé et la sécurité du travail, la protection de l'environnement, l'exercice illégal d'une profession, les valeurs mobilières et la sécurité routière.

### Chambre de la jeunesse

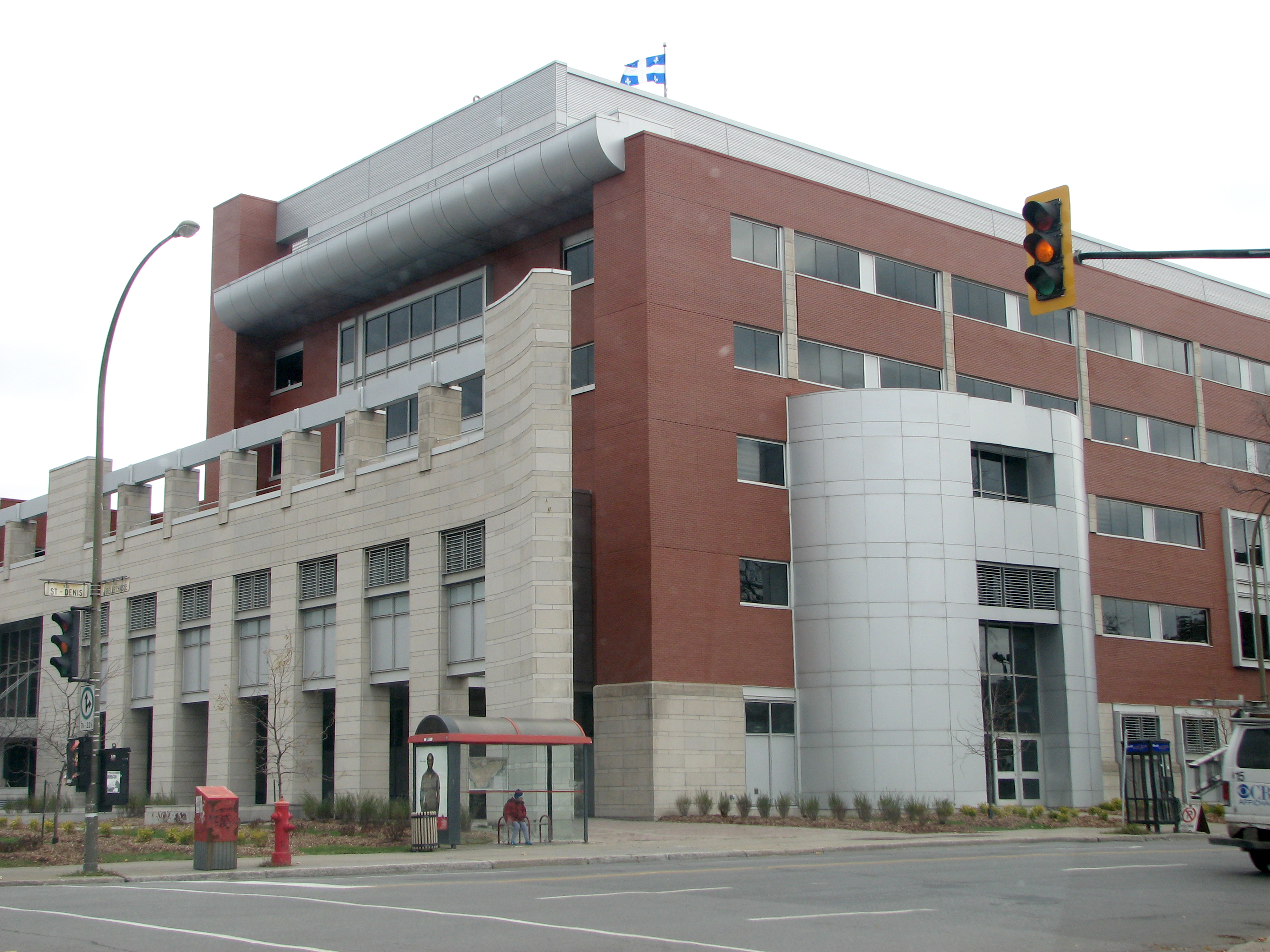
Chambre de la jeunesse de la Cour du Québec, à Montréal

L'article 83 de la Loi sur les tribunaux judiciaires établit la compétence de la Cour du Québec dans les matières relatives à la jeunesse.

#### La protection de la jeunesse
La Cour du Québec entend les demandes relatives à la Loi sur la protection de la jeunesse. Il s'agit de causes qui concernent les enfants, de la naissance jusqu'à 18 ans, dans lesquelles la Direction de la protection de la jeunesse allègue que leur sécurité ou développement est compromis. Si tel est le cas, le juge prévoit l'exécution d'une ou de plusieurs mesures fixées dans la loi pour la durée qu'il détermine.
Toute ordonnance de protection peut, suivant certaines conditions, être prolongée à son échéance ou révisée avant celle-ci. Dans une telle situation, la demande doit être présentée au juge ayant rendu l'ordonnance initiale, à moins d'un empêchement. Cette particularité du juge de la Chambre de la jeunesse fait en sorte qu'il développe une bonne connaissance de la situation de l'enfant qu'il suit parfois pendant de nombreuses années.

#### L'adoption
La Cour exerce une compétence exclusive à l'égard de toutes les demandes relatives à l'adoption. Cette compétence comprend les demandes concernant l'adoption à l'étranger.

#### La garde, l'émancipation, l'exercice de l'autorité parentale et la tutelle
La Cour du Québec a compétence pour traiter certaines demandes en matière familiale à l'égard d'un enfant faisant déjà l'objet d'une demande en protection ou en adoption. Tel est notamment le cas pour les demandes relatives à la garde ou à l'émancipation de l'enfant ou pour trancher un litige quant à l'exercice de l'autorité parentale à son égard.

#### La poursuite criminelle intentée contre un adolescent
La Cour exerce une compétence à l'égard de tout adolescent âgé de plus de 12 ans et de moins de 18 ans à qui l'on impute la commission d'une infraction criminelle. Il est toutefois possible, en certaines circonstances exceptionnelles, que le procès ait lieu devant un tribunal composé d'un juge de la Cour supérieure et d'un jury.

#### La poursuite pénale intentée contre un adolescent
La Cour du Québec a compétence à l'égard d'un adolescent à qui l'on reproche, alors qu'il est âgé de 14 ans ou plus et de moins de 18 ans, une infraction à une loi provinciale.

## Composition

### Juges en situation de gestion
La Cour du Québec est composée de 333 juges et de 39 juges de paix magistrats. La Cour est dotée d'une structure de gestion qui soutient les juges dans l'exercice de leurs fonctions. La Loi sur les tribunaux judiciaires prévoit ainsi les fonctions de juge en chef, de juge en chef associé et de juges en chef adjoints, dont les mandats sont de sept ans et ne peuvent être renouvelés. Les juges coordonnateurs et les juges coordonnateurs adjoints complètent cette structure ; leurs mandats sont d'au plus trois ans mais peuvent être renouvelés.
Le juge en chef et le juge en chef associé sont respectivement président et vice-président du Conseil de la magistrature du Québec; les juges en chef adjoints en sont membres.
| Fonction                                               | Nom              | Mandat                |
| ------------------------------------------------------ | ---------------- | --------------------- |
| Juge en chef                                           | Henri Richard    | 26 octobre 2023 au –  |
| Juge en chef associé                                   | Benoit Sabourin  | 1er février 2024 au – |
| Juge en chef adjoint à la Chambre civile               | Martin Tétreault | 29 mai 2024 au –      |
| Juge en chef adjoint à la Chambre criminelle et pénale | Marco LaBrie     | 23 novembre 2023 au – |
| Juge en chef adjointe à la Chambre de la jeunesse      | Mélanie Roy      | 1er février 2024 au – |

#### Juge en chef
Le juge en chef voit au respect des politiques générales de la Cour, coordonne et répartit le travail des juges, en plus de voir à leur perfectionnement et de veiller au respect de la déontologie judiciaire. Il est chargé par la loi de voir à la distribution des causes et à la fixation des séances de la Cour. Au quotidien, cette responsabilité est déléguée aux juges coordonnateurs et aux juges coordonnateurs adjoints, lesquels sont présents dans toutes les régions.
Le juge en chef accomplit ses fonctions avec le soutien de l'équipe des juges en situation de gestion. En collaboration avec tous les juges qui sont régulièrement consultés, il détermine aussi la mission, les valeurs et les objectifs de la Cour du Québec. Le juge en chef représente la Cour du Québec et en est le porte-parole auprès du gouvernement et des autres partenaires du système judiciaire.
| Nom                    | Mandat                                 |
| ---------------------- | -------------------------------------- |
| Albert Gobeil          | 31 août 1988 au 31 août 1995           |
| Louis-Charles Fournier | 1er septembre 1995 au 28 août 1996     |
| Huguette St-Louis      | 28 août 1996 au 23 septembre 2003      |
| Guy Gagnon             | 24 septembre 2003 au 26 septembre 2009 |
| Élizabeth Corte        | 21 octobre 2009 au 20 octobre 2016     |
| Lucie Rondeau          | 26 octobre 2016 au 25 octobre 2023     |
| Henri Richard          | 26 octobre 2023 au –                   |

#### Juge en chef associé
Le juge en chef associé assiste et conseille le juge en chef dans l'exercice de ses fonctions. Il s'assure du respect des politiques de la Cour, voit à la gestion des délais ainsi qu'au perfectionnement des juges coordonnateurs et des juges coordonnateurs adjoints en matière de gestion. Il préside de nombreux comités ou y participe, notamment ceux ayant pour mandat de soutenir les activités des tribunaux en matière de technologies, de sécurité, d'éthique et de déontologie. Le juge en chef associé évalue périodiquement les besoins régionaux quant aux postes de juges et à leur répartition sur le territoire. Il veille à l'application du programme des juges suppléants.

#### Juges en chef adjoints
Les quatre juges en chef adjoints de la Cour du Québec conseillent le juge en chef dans les matières dont ils sont responsables. Ils contribuent à l'atteinte des objectifs de la Cour ainsi qu'à l'établissement de ses orientations et politiques, en suggérant des moyens qui visent à améliorer son fonctionnement. Ils soutiennent aussi les juges dans l'exercice de leurs fonctions quotidiennes. À la demande de la juge en chef, ils président les comités formés en vue de la sélection de candidats à la fonction de juge.
Le juge en chef adjoint responsable des cours municipales exerce notamment les fonctions prévues par la Loi sur les cours municipales. Il élabore, de concert avec les juges municipaux, les politiques générales qui leur sont applicables et voit au respect de celles-ci. En outre, il veille au respect de la déontologie judiciaire et au perfectionnement des juges municipaux. Les juges municipaux qui relèvent de son autorité travaillent au sein de près de 90 cours municipales locales et communes réparties sur un territoire comptant près de 900 municipalités au Québec.

#### Juges coordonnateurs et juges coordonnateurs adjoints
Avec l'approbation du gouvernement, le juge en chef désigne, parmi les juges de la Cour du Québec, un juge coordonnateur pour chacune des 10 régions de coordination. Elle peut aussi désigner un maximum de 12 juges coordonnateurs adjoints. Ces juges représentent la Cour du Québec auprès des différents intervenants de leur région respective. Ils sont chargés de l'administration de la Cour dans les districts judiciaires relevant de leur responsabilité, notamment de la fixation des séances de la Cour et de l'assignation des juges. Ils participent à l'élaboration des orientations, des politiques et des pratiques de la Cour, en s'appuyant entre autres sur l'expertise des juges et les besoins propres à leur région.
Les juges coordonnateurs adjoints assument habituellement la responsabilité de l'une ou l'autre des chambres de la Cour, sous l'autorité du juge coordonnateur. Ils collaborent à la détermination des besoins des juges et de la région ainsi qu'à la répartition du travail sur le territoire et dans les matières particulières qui leur sont confiées.
Les juges coordonnateurs et les juges coordonnateurs adjoints ont également pour fonction d'accueillir les nouveaux juges. Ils sont aussi responsables de l'application des programmes régionaux de perfectionnement.

### Juges
Les 333 juges de la Cour du Québec entendent et décident des litiges en matière civile, administrative et d'appel, en matière criminelle et pénale ainsi que dans les matières relatives à la jeunesse. Des juges exercent leurs fonctions principalement dans l'une ou l'autre de ces matières, alors que d'autres, particulièrement en région, entendent des causes dans plus d'une chambre ou d'une matière.

### Juges de paix magistrats
En plus des fonctions décrites précédemment dans la présentation de la Chambre criminelle et pénale, les juges de paix magistrats siègent à tous les palais de justice et points de service du Québec pour instruire les poursuites relatives aux lois du Québec et à diverses lois fédérales. Ils ont, en ces domaines, la même compétence que les juges de la Cour du Québec. Les juges de paix magistrats président des procès dans des matières aussi importantes et variées que, notamment, la santé et la sécurité au travail, la protection de l'environnement, l'exercice illégal d'une profession et les valeurs mobilières.
La Loi sur les tribunaux judiciaires a été modifiée en 2012 pour créer, notamment, un poste de juge responsable des juges de paix magistrats.

### Juges suppléants
Une soixantaine de juges suppléants soutiennent la Cour dans l'accomplissement de sa mission, à un rythme différent de celui des juges actifs. Les juges suppléants sont des juges retraités qui sont autorisés à exercer les fonctions judiciaires que le juge en chef leur assigne. Cette contribution des juges suppléants est précieuse pour aider la Cour à limiter les délais judiciaires.

## Régions de coordination
Pour faciliter la coordination des activités de la Cour, son territoire est divisé en 10 régions :
- Abitibi-Témiscamingue–Eeyou Istchee–Nunavik[25]
- Bas-Saint-Laurent–Côte-Nord–Gaspésie–Îles-de-la-Madeleine
- Estrie
- Laval–Laurentides–Lanaudière–Labelle
- Mauricie–Bois-Francs–Centre-du-Québec
- Montérégie
- Montréal
- Outaouais
- Québec–Chaudière-Appalaches
- Saguenay–Lac-Saint-Jean

Par une cour itinérante, les juges exercent également leurs fonctions auprès des communautés autochtones situées dans le Grand Nord québécois ainsi que sur la Côte-Nord.